# Alberta Santuccio
Alberta Santuccio (ur. 22 października 1994 w Katanii) – włoska szpadzistka, brązowa medalistka olimpijska i trzykrotna medalistka mistrzostw świata.
W 2010 roku zdobyła złoty medal w indywidualnej rywalizacji kadetek na mistrzostwach świata juniorów w Baku. Zdobyła również srebrny medal indywidualnie i złoty w zawodach mieszanych na rozgrywanych w 2010 roku igrzysk olimpijskich młodzieży w Singapurze. Na rozgrywanych rok później mistrzostwach świata juniorów w Jordanii zdobyła brąz drużynowo i indywidualnie wśród kadetek. Zdobyła również brąz drużynowo na mistrzostwach świata juniorów w Poreču (2013). 
Brała udział w igrzyskach olimpijskich w Tokio, gdzie reprezentacja Włoch w składzie: Rossella Fiamingo, Federica Isola, Mara Navarria i Alberta Santuccio zdobyła brązowy medal w zawodach drużynowych. W rywalizacji indywidualnej nie wystartowała. 
Na mistrzostwach świata w Kairze w 2022 roku wraz z koleżankami z reprezentacji zdobyła srebrny medal w zawodach drużynowych. W tej samej konkurencji zdobyła następnie srebrny medal podczas mistrzostw świata w Mediolanie w 2023 roku. W turnieju indywidualnym także zdobyła tam srebro, przegrywając w finale z Francuzką Marie-Florence Candassamy.
Podczas mistrzostw Europy w Antalyi (2022) wywalczyła srebrny medal drużynowo.
Ponadto zdobyła drużynowo brązowe medale na igrzyskach europejskich w Baku (2015) i igrzyskach europejskich w Krakowie (2023).